# 화둥쭝구

화둥쭝구

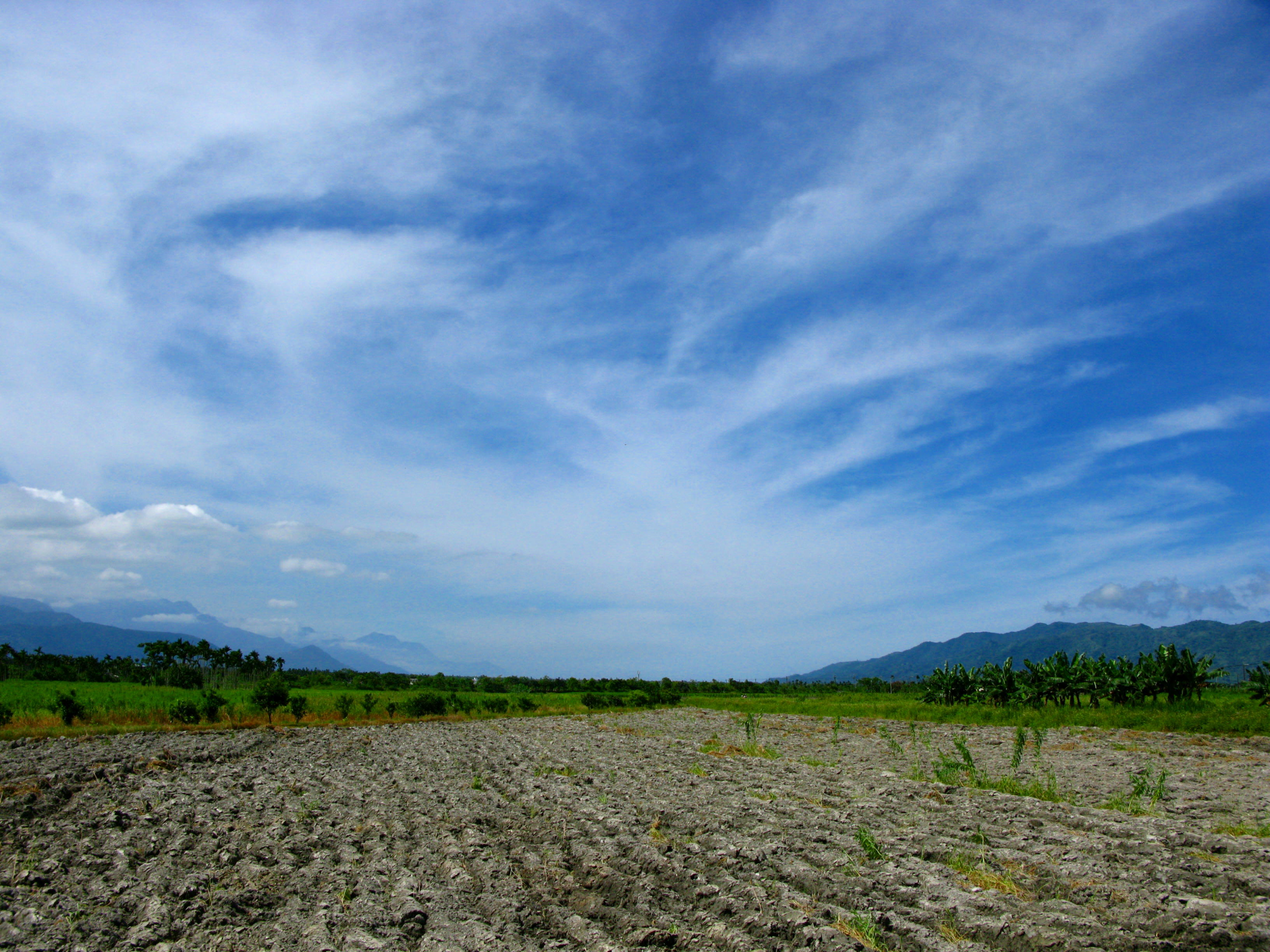
화둥쭝구

화둥쭝구(花東縱谷)은 타이완 동쪽에 위치한 능선 계곡으로, 화롄 현과 타이둥 현 두 현의 이름을 따서 명명되었다.